# El vivo retrato
El vivo retrato es una película de 1986, rodada en el Principado de Asturias (norte de España). Es una extraña comedia sobre ciencia ficción, inspirada en un cortometraje anterior de los mismos autores, "La cigüeña bondadosa". En ella los personajes, unos científicos nazis, desarrollan un sistema de clonación. La coprotagoniza el cantautor Luis Eduardo Aute.
Tras el éxito de haber conseguido estrenarse gracias a la distribución de Lauren Films, sus números de taquilla y distribución se consideraron un fracaso económico, el cual llevó a sus autores a alejarse de la producción de cine durante años, y también lastró el inicio de una posible industria en Asturias.
En el año 2000 se inicia una reivindicación de la obra de Mario Menéndez en internet que culmina con el “reestreno” en una proyección de la película (2002) gracias a Filmoteca de Asturias y José Manuel Braña Álvarez, cinéfilo sin cuyo empeño no habría sido posible la recuperación del filme.
A partir de ahí los juicios acerca de la película y de la obra de Mario Menéndez, en general, cambiaron para mejor convirtiéndola en una obra de culto.
Tras unas gestiones de Braña, las últimas copias en 35mm que había de la película fueron depositadas en la Filmoteca Española, lo que ha facilitado una posterior remasterización en HD que se ha podido disfrutar en emisiones por TPA (Televisión del Principado de Asturias).
Proyecciones y emisiones de “El Vivo Retrato”:
Octubre 1986 - "Semana del Cine Español de Murcia"
Se pudo ver por primera vez en Murcia, donde fue a concurso.
24 de octubre de 1986 - Premier en Asturias "Teatro Campoamor" de Oviedo.
Sesión para personalidades, prensa e invitados.
25 de octubre de 1986 - Estreno en el "Cine Marta y María" de Avilés y en los "Cines Hollywood" de Gijón.
El público pudo verla, por fin, en 3 sesiones. A la última de Avilés (22:15 horas) asistieron el director y algunos técnicos para presentar la película.
18 de mayo de 1987 - Estreno en el "Cine Rosales" de Madrid.
El estreno "oficial" en Madrid. (A partir de aquí, y para su distribución comercial, se vio el segundo montaje realizado con menos metraje. Se elimina la escena del principio con Jack Taylor y el final con Luis Eduardo Aute).
Julio de 1988 - "Festival Internacional de Cine de Gijón".
Proyectada dentro del "I Congreso de la Asociación Española de Historiadores del Cine". (Segundo montaje).
11 de mayo de 1989 - Emisión por T.V.E.
(Segundo montaje).
1992 - "II Semana Internacional de Cine Fantástico de Málaga" (celebrada del 24 de enero al 2 de febrero).
(Segundo montaje).
26 de marzo de 2002 - "Filmoteca de Asturias"
La "Filmoteca de Asturias" recuperó la versión íntegra en una proyección dentro de un ciclo titulado "Plus Ultra" dedicado al cine fantástico.
8 y 9 de noviembre de 2004 - "IV Semana de la Ciencia y la Tecnología". "Filmoteca Científica: "Cuerpos y Almas". Oviedo y Gijón.
La "Universidad de Oviedo" (con la colaboración de "Filmoteca de Asturias") utilizó la película para ilustrar las sesiones formativas del curso junto con otro dos clásicos, “Dr. Jeckyll and Mr. Hyde” (1920) y “Viaje Alucinante” (1966). Las proyecciones tuvieron lugar en la "Biblioteca Ramón Pérez de Ayala" de Oviedo (día 8) y en el "Centro Cultural Antiguo Instituto" de Gijón (día 9).
(Versión Íntegra)
12 de enero de 2006 - "Homenaje a Mario Menéndez". "Casa Municipal de Cultura de Avilés”.
Los días 11 y 12 de enero, organizado por el Excelentísimo Ayuntamiento de Avilés, la “Casa Municipal de Cultura” acogió un homenaje al director avilesino coordinado por Francisco Vaquero, con la participación de amigos y compañeros del medio. Para acompañar las ponencias y presentaciones en el “Club de Prensa de La Nueva España”, se proyectó, el día 11, “Avilés, 1982. Un Documental” y el día 12, la versión comercial en 35 mm de “El Vivo Retrato”. Ambas, en el Auditorio.
(Segundo Montaje)
3 de mayo de 2006 - "Ateneo de La Calzada".
Proyectada dentro del Ciclo "Hecho en Asturias", programado por la "AA.VV. Alfonso Camín" de Gijón. Versión íntegra
12 de marzo de 2012 - "Centro Penitenciario de Villabona".
Ciclo de cine en el “Módulo 10”, organizado por Teresa Marcos y Ángeles Muñiz Cachón. Proyección del primer montaje (versión íntegra) y coloquio posterior con la presencia de Francisco G. Orejas y Francisco Vaquero.
23 de noviembre de 2015 - "Centro Cultural Internacional Oscar Niemeyer". Semana del Audiovisual en Asturias (Premios GAVA). Recordando a Mario Menéndez.
27 de noviembre de 2015. Emisión en TPA. Segundo montaje.Dentro de la emisión de los premios GAVA.
24 de diciembre de 2016. TPA.
9 de agosto de 2019. Cine al Aire Libre. (22.30). Bueño. Ribera de Arriba. Homenaje a José Antonio Lobato.
26 de agosto de 2023. Emisión por TPA.

## Reparto
| Actor                      | Título                        | Duración                             |
| -------------------------- | ----------------------------- | ------------------------------------ |
| Victoria Vera              | Amalia "La Alemana" / Gustavo |                                      |
| Javier Loyola              |                               |                                      |
| Jack Taylor                | Profesor Roger Springer       |                                      |
| Andreas Prittwitz          | Gustav Godesberg              |                                      |
| César Sánchez              | Sindo                         |                                      |
| Paco Hernández             |                               |                                      |
| María Elena Flores         | Ites                          |                                      |
| Ceferino Cancio            |                               |                                      |
| José Antonio Lobato        | Constantino Peinado           |                                      |
| Etelvino Vázquez           |                               |                                      |
| Araceli García             |                               |                                      |
| Rosabel Berrocal           |                               |                                      |
| Andrés Presumido           | Sr. Adaro                     |                                      |
| Clara Ferrer               |                               |                                      |
| Paco Sánchez               | Obispo                        |                                      |
| Héctor Piñera              |                               |                                      |
| Óscar Rubiera              |                               |                                      |
| Enrique Tessier            |                               |                                      |
| Juan Cueto                 | Guardia Civil                 |                                      |
| Fernando Poblet            |                               |                                      |
| Manolo Ferreras            |                               |                                      |
| Javier Rioyo               |                               | Acreditado como Javier Riollo        |
| Luis Eduardo Aute          | Jonás Godesberg               |                                      |
| Covadonga Braña            |                               |                                      |
| Manuel Bretón              |                               |                                      |
| José Camporro              |                               |                                      |
| Arturo Castro              |                               |                                      |
| Antonio Castrogudín        |                               |                                      |
| Juan Collantes             |                               |                                      |
| Begoña Díaz                |                               |                                      |
| José M. Díaz de Lena       |                               | Acreditado como José Mª Díaz de Lena |
| Pilar Díaz                 |                               |                                      |
| 'Conde' Guilliano Fachetti |                               |                                      |
| Dolores Espada             |                               |                                      |
| Francisco Fernández        |                               | Acreditado como Paco Fernández       |
| Pilar Fernández            |                               |                                      |
| Rosario Fernández          |                               |                                      |
| Blanca Fumanal             |                               |                                      |
| Jaime García               |                               |                                      |
| Zaida González             |                               |                                      |
| Alfredo Gutiérrez          |                               |                                      |
| Antonio Huertas            |                               |                                      |
| Ángeles Lamuño             |                               |                                      |
| Nemesio Lavilla            |                               |                                      |
| Juan Bonifacio Lorenzo     |                               |                                      |
| Mercedes Martínez          |                               |                                      |
| Isabel Menéndez            |                               |                                      |
| Beatriz Montoto            |                               |                                      |
| Zulima Ndivuadiso          |                               |                                      |
| Luz María Noriega          |                               | Acreditada como Luz Mª Noriega       |
| José Paredes               |                               |                                      |
| Manuel Pizarro             |                               |                                      |
| Willy Pola                 |                               |                                      |
| Nivaldo Robert             |                               |                                      |
| Margarita Rodríguez        |                               |                                      |
| Manolo Solo                |                               | Acreditado como Manuel Solo          |
| Lucía Villanova            |                               |                                      |
| Francisco G. Orejas        | Policía 1                     |                                      |
| Francisco García           | Policía 2                     |                                      |

- Datos: Q5827107